# Paittasjärvi (Karesuando socken, Lappland)
Paittasjärvi är en sjö i Kiruna kommun i Lappland och ingår i Torneälvens huvudavrinningsområde. Sjön är 3,9 meter djup, har en yta på 4,89 kvadratkilometer och befinner sig 305,9 meter över havet. Sjön avvattnas av vattendraget Paittasjoki. Vid sjöns västra strand ligger bosättningen Paittasjärvi.

## Delavrinningsområde
Paittasjärvi ingår i det delavrinningsområde (758907-179293) som SMHI kallar för Utloppet av Paittasjärvi. Medelhöjden är 328 meter över havet och ytan är 20,13 kvadratkilometer. Det finns inga avrinningsområden uppströms utan avrinningsområdet är högsta punkten. Paittasjoki som avvattnar avrinningsområdet har biflödesordning 3, vilket innebär att vattnet flödar genom totalt 3 vattendrag innan det når havet efter 391 kilometer. Avrinningsområdet består mestadels av skog (47 procent) och sankmarker (27 procent). Avrinningsområdet har 4,9 kvadratkilometer vattenytor vilket ger det en sjöprocent på 24,3 procent.